# Tephritis tatarica
Tephritis tatarica är en tvåvingeart som beskrevs av Josef Aloizievitsch Portschinsky 1891. Tephritis tatarica ingår i släktet Tephritis och familjen borrflugor. Inga underarter finns listade i Catalogue of Life.